# Oegstgeester dakpan

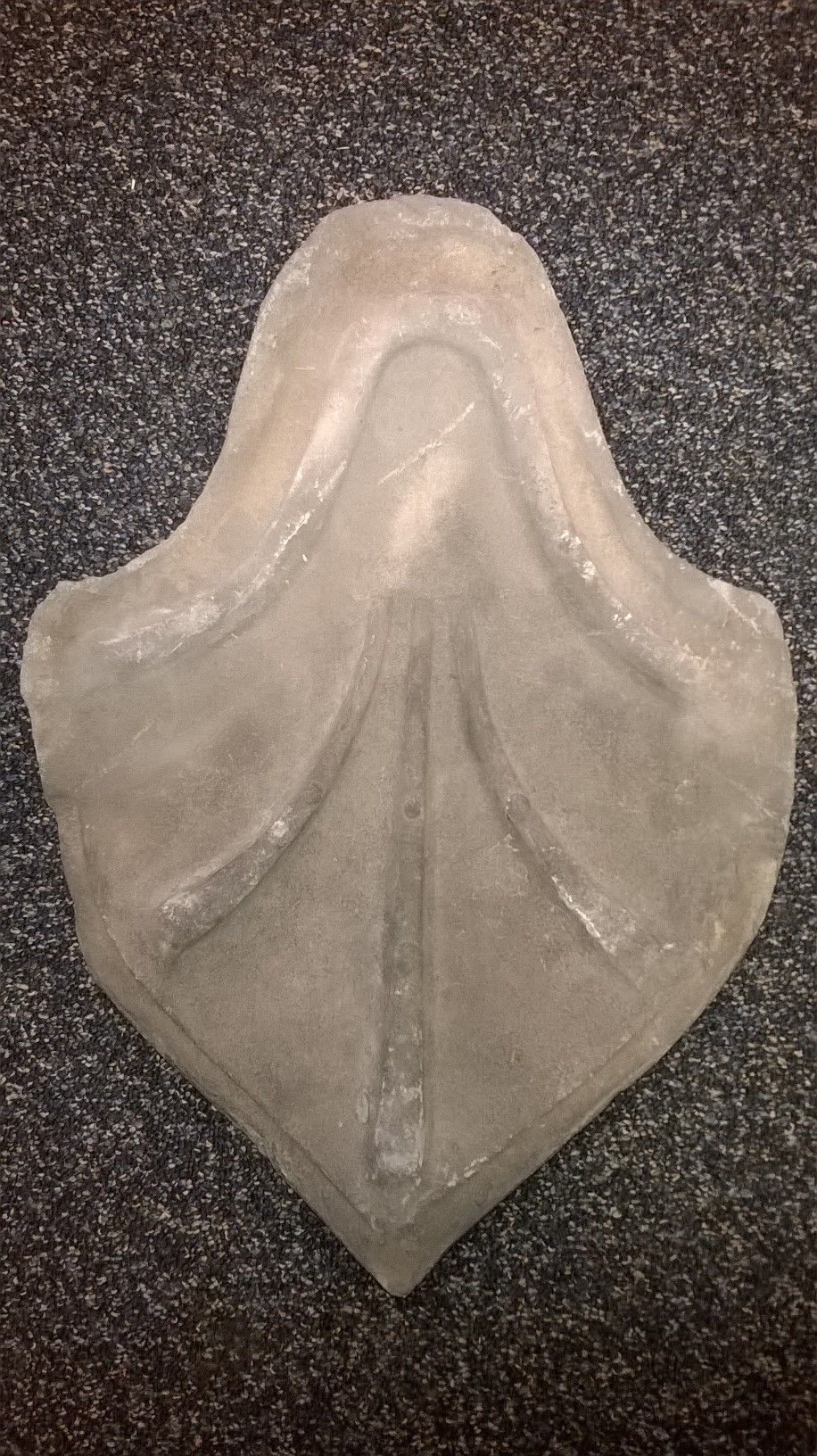
Oegstgeester dakpan van de bovenzijde gezien

De Oegstgeester dakpan is een soort platte dakpan die nog nauwelijks gebruikt wordt. De dakpan is vernoemd naar de plaats waar deze gebakken werd: het Zuid-Hollandse Oegstgeest, hoewel de pan voor het eerst rond 1840 in het Verenigd Koninkrijk gemaakt werd. De pannen werden met name blauwgesmoord geleverd en zijn vrij zeldzaam in gebruik. De vorm is afgeleid van de biberschwanz (beverstaart) waarbij de groeven in die dakpannen het water naar beneden geleiden. Bij de Oegstgeester dakpannen dienen deze groeven ook om de dakpannen in elkaar te laten grijpen. De vorm lijkt op een vissenschub en de bedekking vormt een schubbendak.
De dakpannen werden oorspronkelijk bij twee fabrieken gebakken: 'Josson' pannenbakkerij, officieel De Nijverheid, en de 'Van Sillevoldt' bakkerij, beide te Oegstgeest.

## Bijnamen
De Oegstgeester dakpan heeft een aantal bijnamen, waaronder:
- Beverstaartpan
- Hartjespan
- Franse leliepan
- Jossonpan, deze bijnaam komt van een van de twee fabrieken in Oegstgeest.

## Dakbedekking in gebruik
| Omschrijving                                                                      | Adres                      | Plaats       | Afbeelding |
| --------------------------------------------------------------------------------- | -------------------------- | ------------ | ---------- |
| Woonhuis De Bol op Redichem                                                       | Beusichemsedijk 15         | Culemborg    |            |
| Voormalig kerkje                                                                  | Westgracht 66-69           | Den Helder   |            |
| Het linker dakvlak van de kapel op de Rooms-katholieke begraafplaats Drieboomlaan | Drieboomlaan 327           | Hoorn        |            |
| Woonhuis/winkelpand 'De Kroot'                                                    | Kleine Noord 1             | Hoorn        |            |
| Woonhuis                                                                          | Voorstraat 17              | Lekkerkerk   |            |
| Voormalig koetshuis                                                               | Behorend bij Voorstraat 17 | Lekkerkerk   |            |
| Hoofdgebouw buitenplaats Sterreschans                                             | Rijksstraatweg 18-22       | Nieuwersluis |            |
| Hoofdgebouw buitenplaats Rupelmonde                                               | Rijksstraatweg 24          | Nieuwersluis |            |
| Koetshuis Landgoed Calorama                                                       | Gooweg 21                  | Noordwijk    |            |
| Lutherse Kerk                                                                     | Gat van West Noordwest 1   | Zierikzee    |            |
| Woonhuis 'Vaartzigt'                                                              | Rijn en Schiekade 128      | Leiden       |            |